# Beringel
Beringel es una freguesia portuguesa del concelho de Beja, con 16,00 km² de superficie y 1.525 habitantes (2001). Su densidad de población es de 95,3 hab/km².